# ピエール・アンタイ
ピエール・アンタイ（Pierre Hantaï, 1964年2月28日 パリ - ）はフランスのクラヴサン奏者・指揮者。父親はフランスに帰化したマジャル人画家のシモン・アンタイ。

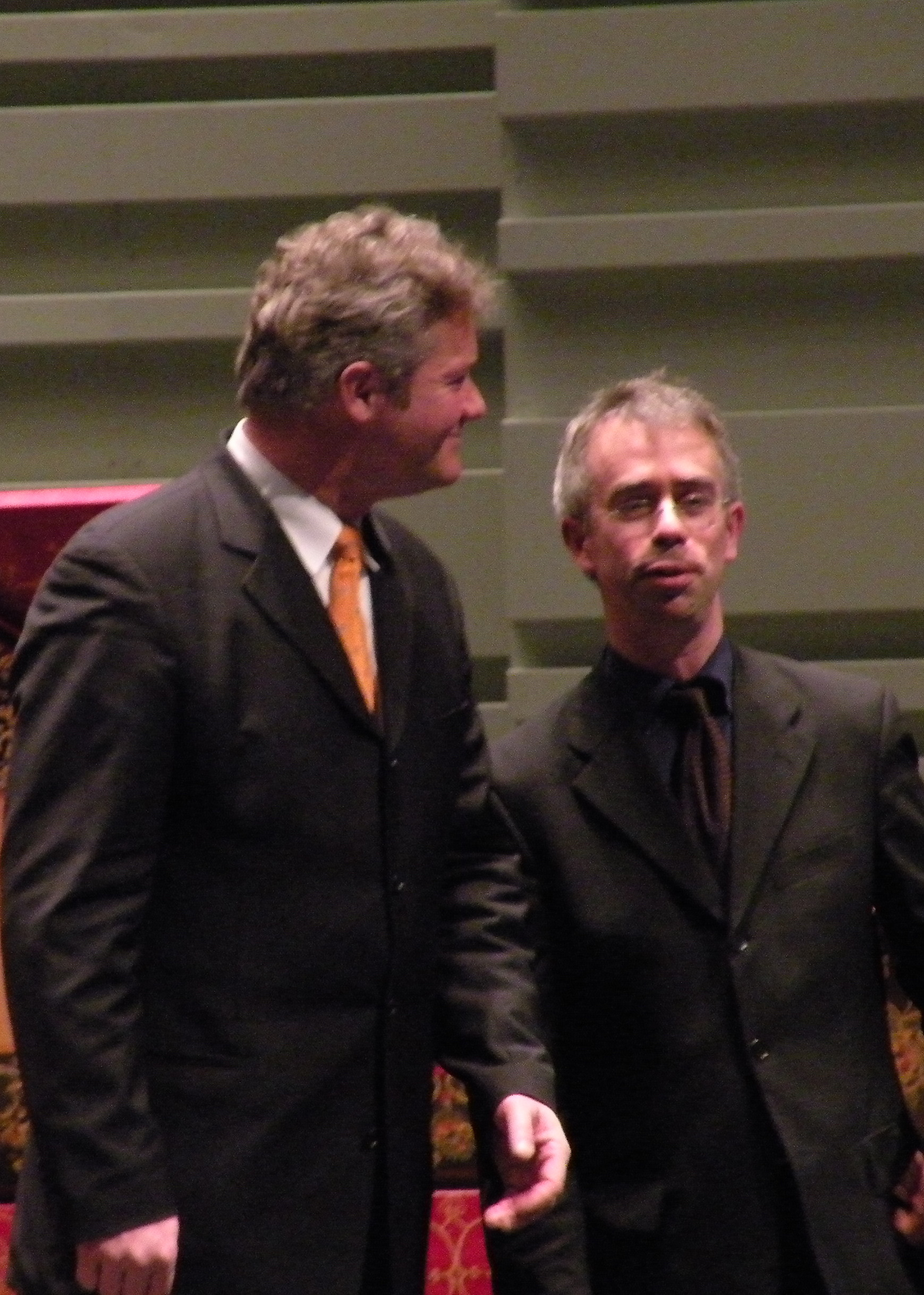
ピエール・アンタイ (右)

11歳（または12歳）のときパリでアルテュール・アースにチェンバロを学び、その後2年間アムステルダムに留学してグスタフ・レオンハルトに師事。1982年にブルッヘ国際古楽コンクールで第2位を受賞。
たびたび古楽アンサンブルと共演しており、1987年にはシギスヴァルト・クイケン指揮ラ・プティット・バンドと、1989年にはジョルディ・サバール指揮ル・コンセール・デ・ナシオンと活動を共にした。2004年に自らも古楽アンサンブル「ル・コンセール・フランセ」を結成し、その監督と指揮に勤しんでいる。